# سالاباروتا
سالاباروتا (بالإيطالية: Salaparuta)‏ هي بلدية في مقاطعة تراباني في صقلية الإيطالية.

## السكان
في سنة 1861 بلغ عدد السكان 3٬555 نسمة، وتطور العدد ليصل في سنة 2011 لـ 1٬721 نسمة.
يظهر هذا المخطط البياني تطور النمو السكاني لـ سالاباروتا